# Америка (резерват природе)
Резерват природе Америка је водена површина са приобаљем и важно станиште за гнежђење и миграцију многих критично угрожених врста птица, (чак и у европским размерама), у подручју Франтишкове Лазње у Чешкој. Разлог проглашења овог подручја за зону заштите није само обезбеђивање оптималних услова за гнежђење и миграцију птица, већ и за заштиту и стварање одговарајућих услова за живот и осталих животињских врста, посебно водоземаца.

## Положај
Природни резерват Америка који је заведен под бр. 1266, (основан је 1990. године) налази се у плитком басену са много рибњака на катастарском подручју Франтишкове Лазње, Клест, Oкруг Хеб, чије је административно средиште округа је град Хеб, у Карловарском крају, Управа АОПК Плзен.
Удаљен је око 2 км југозападно од Франтишкове Лазње, 20 км од Карлових Вари, 150 км западно од главног града Прага, у крајње западном делу Чешке, на прелазу између две историјске покрајине, Бохемије и Саксоније.
| Основне информације | Основне информације           |
| ------------------- | ----------------------------- |
| Датум оснивања      | 1. јануара 1990.              |
| Надморска висина    | 440–445 м                     |
| Површина            | 58,69 хектара                 |
| Положај             |                               |
| Држава              | Чешка                         |
| Дистрикт            | Округ Хеб                     |
| Локација            | Клест                         |
| Координате          | 50° 6′ 39,72″, 12° 19′ 11,63″ |
| Америка             |                               |
| Више информација    |                               |
| Ознака заштите      | 1266                          |

## Врста заштите
Главни предмет заштите је очување територије која чини већи део великог водног подручја баре Америка и околних мочвара. Ово подручје је место за гнежђење ретких врста птица или им служи за привремено заустављање у периоду сеобе, посебно током пролећне и јесење сеобе. 
Секундарни предмет заштите су подручја шаша, трске, мочварне јохе и врбе, као и део прелазног тресетишта. У овом резервату евидентиране су бројне заштићене и угрожене врсте биљака и животиња.

## Природни услови
Резерват се налази у плитком басену са много рибњака, и обухвата велики део језерца Америка (раније званог Општински рибњак), мала водено пространство са неколико суседних обала. 
Просечна дубина језера је 3,5 м, а у средини је острво површине око 8 ха прекривено трском, врбама, јохама и брезама.  Подручје се налази у геоморфолошкој јединици басена Чеб . 
Подземље се углавном састоји од терцијарних седиментних стена формације Вилдштејн, представљених каолинским глинама и песком. 
Цело подручје припада сливу Охре, под-слив Слатински потокаи и заштићеном подручју природног воденог акумулационог подручја Чебска панев и Славковса лес (ЦХОПАВ 3).

## Флора
Карактеристична вегетација на обалама састоји се од трске и шаша. Због фокуса заштите на фауну, детаљно ботаничко истраживање биљаних врста у овом резервату још није у потпуности спроведено.  Иако је појава биљака само секундарни предмет заштите, шаш и трска у овом резервату достижу високе ботаничке вредности. 
Од посебно заштићених биљних врста у овом резервату расту:
- Шаш (Carex lasiocarpa),
- Чупава лисица (Lysimachia thyrsiflora),
- Сибирска ирис (Iris sibirica),
- Западна мочварна орхидеја (Dactylorhiza majalis),
- Брусница (Oxycoccus palustris).

## Фауна

### Птице
Ово подручје пороглашено је резерватом природе углавном због заштичених станишта и гнездилишта колоније речног галеба  (Chroicocephalus ridibundus, син. Larus ridibundus), чије су локалне сталне колонија вероватно последња у читавом подручју око Карлових Вари.
Од осталих птица на овом простору бораве:  
- Barska šljuka (Gallinago gallinago),
- Обична траварка Saxicola rubetra),
- Брегуница (Riparia riparia),
- Гроготовац (Anas querquedula),
- Крџа (Anas crecca),
- Чегртуша (Anas strepera),
- Еја мочварица (Circus aeruginosus),

- Senica vuga (Remiz pendulinus),

- Ћубасти гњурац (Podiceps cristatus),

- Модровољка (Luscinia svecica).

У парку се угњеждује:  
- Црногрли гњурац (Podiceps nigricollis)

- Мали гњурац (Tachybaptus ruficollis).

У парк за храну повремено слеће   
- Бела рода (Ciconia ciconia).

У парку се примећене и многе птице селице у одређеним годишњим добима, током њиховог заустављања, међу којима су најзначајније:  
- Црна рода (Ciconia nigra),
- Пупавац (Upupa epops),
- Патка дупљашица (Bucephala clangula),
- Руменка (Carpodacus erythrinus),
- Барски петлић (Porzana porzana),
- Ждрал (Grus grus),
- Јастреб (Accipiter gentilis),

- Велика царска шљука (Numenius arquata),

- Жута плиска (Motacilla flava),

- Чегртуша (Anas strepera),

- Обични гавран (Phalacrocorax carbo),

- Јаребица (Perdix perdix),

- Обични кобац (Accipiter nisus),

- Обични гавран (Corvus corax),

- Мала сова (Glaucidium passerinum),

- Гак (Nycticorax nycticorax),

- Водомар  (Alcedo atthis),

- Сива мухарица (Muscicapa striata),

- Планинска црвенрепка (Anthus spinoletta),

- Црвена луња (Milvus milvus),

- Црна луња (Milvus migrans),

- Пловка кашикара    (Anas clypeata),

- Велики ронац (Mergus merganser),

- Белорепан (Haliaeetus albicilla),

- Орао рибар (Pandion haliaetus),

- Шиљкан (Anas acuta),

- Полојка (Actitis hypoleucos),

- Риђоврати гњурац (Podiceps grisegena),

- Црноглави галеб (Larus melanocephalus),

- Велики трстењак (Acrocephalus arundinaceus),

- Црна чиопа (Apus apus),

- Обична чигра (Sterna hirundo),

- Црна чигра (Chlidonias niger),

- Šumska šljuka (Scolopax rusticola),

- Осичар (Pernis apivorus),

- Сеоска ласта (Hirundo rustica),

- Спрудник пијукавац (Tringa ochropus),

- Црвеноноги спрудник (Tringa totanus),

- Велика бела чапља (Egretta alba),

- Превез (Netta rufina),

- Детлић  (Oriolus oriolus).

### Гмизавци
Неколико заштићених и угрожених врста гмизаваца и водоземаца који живи у приобалној вегетацији, укључују: 
- Мали водењак (Triturus vugaris),
- Планински мрмољак (Triturus alpestris),

- Обична крастача (Bufo bufo),

- Шумска гаталинка (Hyla arborea),

- Мала зелена жаба (Rana lessonae),

- Мала зелена жаба (Rana arvalis),

- Зелена жаба (Rana esculenta),

- Слепић (Anguis fragilis).

## Туризам
Од оснивања Франтишкових Лазни (1793), локација је била место за излете и госте бање Карлове Вари. Око сто година касније 1898. године на обали рибњака изграђен је полу-дрвени романтични ресторан из кога се ишло на крстарење, и који је нешто касније обновљен. 
У прошлости је на острву језерца била изграђена дрвена пасарела, коју су користили туристи и други посетиоци за посматрање птица. Касније је пасерале уклоњена. 
Љубитељи природе ово подручје посећују током целе године.  У близини рибњака, 1960-тих изграђен је викенд-камп и одељење за изнајмљивање чамаца . 
За посетиоце дуж обале језера постоје клупе и мала платформа намењена љубитеље природе за посматрање и фотографисање птица.